# Delvina
Delvina o Delvinë (en albanès i turc, en grec Δέλβινο, Délvino) és una ciutat del comtat de Vlorë a Albània, 16 km al nord-est de Saranda. És cap del districte de Delvina, però ha perdut població després de 1991 i el 2004 s'estimava que només hi vivien 4.200 persones.
Està situada en un turó a 320 metres sobre el nivell de la mar, a 17 km de la costa de la mar Jònica. La ciutat és gairebé un llarg carrer mercantil rodejat de camps d'oliveres i tarongers amb cases de pagès. Està dominada per les ruïnes d'una vella fortalesa, probablement romana d'Orient. A les estimacions de 1940 la població s'estimava en 3.000 habitants. Sota els otomans fou capçalera del sandjak de Delvina. A la rodalia hi ha el lloc de l'antiga Phoenice, declarada parc arqueològic el 2005. El turisme ha beneficat a Saranda però no ha arribat a Delvina.
La seva història és desconeguda però devia arribar a certa importància doncs Constantí IX Monòmac (1042-1054) hi va construir una església (Sant Nicolau = Kisha Shen Kollit be Mesopotam) les restes de les quals es van conservar almenys fins a la Segona Guerra Mundial. La fortalesa és del mateix temps o pocs anys després i encara existeix. Al segle xiii fou part del despotat de l'Epir i al segle xiv era governada per la família Delvina, que en alguns moments va estar sota influència de catalans i venecians; el 1354 Mehmet Ali Pasha Delvina consta com a senyor del castell i la ciutat.
L'otomà Sinan Pasha hi va arribar per primer cop el 1431/1432. La dominació otomana es va establir al final del segle xv però mai no fou ben acceptada per la població i no es va poder considerar definitiva fins al 1537 en què fou dominada per Ayas Pasha. Al segle xvi fou un dels centres de l'orde de dervixos dels Khalwatiyya, portada de Janina vers el 1530 per Yakub Efendi; després van seguir els Bektashiyya. La mesquita principal fou la Khunkar djami fundada en temps de Baiazet II (avui ja desapareguda com altres restes musulmanes excepte la mesquita d'Hadjdji Ahmad Agha construïda el 1872). Ewliya Celebi va visitar la ciutat el 1670 i la va considerar una gran colònia otomana.
El 1912 fou dominada pels grecs i el 1913 fou integrada al nou principat d'Albània i després va seguir la història general del país. El 1920 va arribar a primer ministre Sulayman Delvina (18984-1933) nadiu de la ciutat, que va traslladar el govern de Durazzo a Tirana (febrer de 1920) i va establir així la capitalitat d'aquesta darrera.